# 達瑪巴
達瑪巴尊者(梵文：Dharmapa)，印度大乘密宗人士，八十四成就者之一。

## 簡介
達瑪巴意思是「經由研讀而得到智慧的人」。他原是在毘克拉瑪蘇拉地方的婆羅門，勤修佛法卻毫無觀照及禪定的智慧，於是向一位經過的瑜珈士求法，使之融貫所學，從而證得大手印成就，並以達瑪巴之名而聞名。最後即身前往空行淨土。